# Marrubium eriocephalum
Marrubium eriocephalum là một loài thực vật có hoa trong họ Hoa môi. Loài này được Seybold mô tả khoa học đầu tiên năm 1978.